# Adnan al-Malki

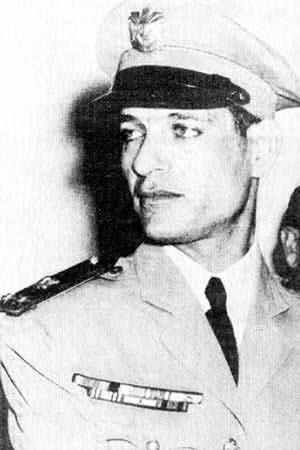
Oberstleutnant Adnan al-Malki

Oberstleutnant Adnan al-Malki, (arabisch عدنان المالكي, DMG ʿAdnān al-Mālikī; geboren 1918 oder 1919 in Damaskus; gestorben 22. April 1955 daselbst), war ein syrischer Politiker und Stellvertretender Generalstabschef des Syrischen Heeres. Er gilt als einer der bedeutendsten Köpfe der syrischen Baath-Bewegung vor deren Machtübernahme am 8. März 1963 in Syrien. Ein Damaszener Viertel sowie eine Straße, in der vor Ausbruch des Syrischen Bürgerkrieges das Goethe-Institut residierte, sind nach Malki benannt. 

## Leben und Karriere
Während der französischen Mandatszeit wuchs der aus einer sunnitischen Familie stammende Malki in Damaskus auf. 1935 absolvierte er die Militärakademie von Homs. Neben dem Baathismus war Malki beeinflusst von arabischen Ideologien wie dem Panarabismus und dem Nasserismus. Sein Einfluss auf die Baath-Partei galt als bedeutend, wobei unklar ist, inwiefern er selbst Mitglied der Partei wurde. Malki soll maßgeblich dazu beigetragen haben, dass sich die Arabische Sozialistische Partei des Akram al-Haurani 1953 mit der Baath vereinte.
1953 empfing Malki auf dem Rollfeld des Flughafens von Damaskus Präsident Adib asch-Schischakli und überreichte ihm ein von mehreren Persönlichkeiten unterzeichnetes Dokument mit einer Rücktrittsforderung. Schischakli ließ Malki daraufhin aus der Armee entlassen und verhaften. Erst nach Schischaklis Sturz 1954 kam der zu dieser Zeit bereits sehr populäre Malki wieder frei. Er wurde unter Präsident Haschim Al-Atassi rehabilitiert und zum Vertreter von Generalstabschef Shawkat Shuqair ernannt.
Malki geriet in Konflikt mit der radikalen Syrischen Sozialen Nationalistischen Partei (SSNP), die anders als Malki eine Annäherung oder gar Vereinigung mit Ägypten unter einer nasseristischen Führung ablehnte. Zudem fühlten sich Offizieranwärter der alawitischen Gemeinschaft in Syrien offenbar von Malkis Personalpolitik diskriminiert.

## Ermordung und Folgen
Am 22. April 1955 wurde Malki im Stadion von Damaskus, wo er sich zu einem Fußballspiel von Armee-Mannschaften eingefunden hatte, mit zwei Kugeln erschossen. Der Täter, der sich anschließend selbst tötete, war ein Anhänger der SSNP, ein 33-jähriger Alawit namens Yunis Abd al-Rahim. Yunis war Sergeant der Militärpolizei. Abd al-Rahim soll unterschiedliche Motive für die Tat gehabt haben: einerseits persönliche, da Malki ihm den Zugang zur Militärakademie verwehrt habe, andererseits politische, denn Abd al-Rahim soll auf Geheiß des damaligen SSNP-Parteiführers George Abd al-Masih gehandelt haben.
Laut dem Biografen des späteren Präsidenten Hafiz al-Assad, Patrick Seale, kursierten auch Theorien über eine mögliche Verwicklung des ägyptischen Geheimdienstes in das Attentat. Denen zufolge habe Kairo einen Anlass schaffen und den Tod des beliebten Malki nutzen wollen, um die einer Vereinigung Syriens mit Ägypten gegenüber feindlich gesinnte Partei zu eliminieren.
Die Ermordung Malkis führte zu einer Säuberungsaktion, bei der zahlreiche Anhänger und Funktionäre der SSNP verhaftet oder ins Exil getrieben wurden. Auch zahlreiche Alawiten, die nicht zwingend mit der SSNP in Verbindung standen, waren infolge dessen Repressalien ausgesetzt. Die Zerschlagung eines Großteils der Netzwerke der SSNP leistete dem Aufstieg der mit ihr konkurrierenden Baath-Partei Vorschub.
Im Urteil mancher Wissenschaftler begann mit den Ermittlungen zur Ermordung Malkis auch der Wandel Syriens zum Geheimdienststaat. Bei den Vernehmungen der mutmaßlichen SSNP-Unterstützer klagten diese über systematische Folter durch das Deuxième Bureau, einem Vorläufer des Militärgeheimdienstes in Syrien.
Auch Badi' Makhluf, ein Cousin der späteren Ehefrau Hafiz al-Assads und Mutter des derzeitigen Präsidenten Baschar al-Assad, Anisa Makhluf, wurde als angeblicher Mitverschwörer des Attentäters verurteilt und hingerichtet. Die Familie Makhluf gilt bis heute als starke Unterstützerin der SSNP.